# Шпоренко, Николай Иванович
Николай Иванович Шпоренко — советский хозяйственный, государственный и политический деятель, Герой Социалистического Труда.

## Биография
Родился в 1932 году в Волновахском районе. Член КПСС.
С 1950 года — на хозяйственной, общественной и политической работе. В 1950—1956 гг. — механизатор, тракторист, бригадир механизированного отряда колхоза «Россия» Волновахского района Донецкой области.
Указом Президиума Верховного Совета СССР от 8 апреля 1971 года присвоено звание Героя Социалистического Труда с вручением ордена Ленина и золотой медали «Серп и Молот».
Делегат XXV и XXVI съезда КПСС.
За творческую инициативу и активность, получение высоких и устойчивых урожаев зерновых и кормовых культур, повышение производительности труда и снижение себестоимости продукции на основе широкого внедрения прогрессивности технологий был в составе коллектива удостоен Государственной премии СССР за выдающиеся достижения в труде 1985 года.